# Guntur (distrito)
O distrito de Guntur é um dos vinte e seis distritos da região costeira de Andra, no estado indiano de Andra Pradexe. A sede administrativa do distrito está localizada em Guntur, a maior cidade do distrito em termos de área e com uma população de 670.073 habitantes. Tem um litoral de aproximadamente cem quilômetros (62 mi) na margem direita do rio Krishna, que o separa do distrito de Krishna e do distrito de NTR. É limitado a sul pelo distrito de Bapatla e a oeste pelo distrito de Palnadu. Tem uma área de 2 443 km2 (940 sq mi) e com uma população de 20.91.075 de acordo com o censo de 2011 da Índia.
O distrito é muitas vezes referido como a Terra dos Pimentões. É também um importante centro de agricultura, educação e aprendizagem. Exporta grandes quantidades de pimenta e tabaco.